# Sint-Truiden
Sint-Truiden (fransk: Saint-Trond) er en by i den belgiske provins Limburg, 39.128 indbyggere. Den nederlandsktalende by ligger på sproggrænsen med den fransktalende (vallonske) del af landet.